# Cristian Chivu
Cristian Chivu (Resicabánya, 1980. október 26. –) román válogatott labdarúgó, edző.
Általában balhátvédet játszott, de a védelem bármelyik részén bevethető volt. Az 1999. augusztusi Ciprus-Románia mérkőzésen mutatkozott be hazája válogatottjában, aminek csapatkapitánya is volt. Tizenkilenc éves korában igazolt az AFC Ajaxhoz, aminek később szintén a csapatkapitánya lett. Az Ajaxban együtt játszott Maxvellel és Zlatan Ibrahimoviccal. 2003-ban nagy szerepe volt az Ajax BL menetelésének. 2002-ben az év román és a Hollandiában játszó labdarúgójává is megválasztották. Profi labdarúgókébt is aktív dohányos volt.
2003-ban az AS Roma 18 millió euróért megvásárolta, ami 2007-ig az Ajax Amsterdam átigazolási rekordja volt. A Rómában is 4 szezont töltött és ott is a védelem meghatározó alakja volt. 2007-ben a FC Barcelona és a Real Madrid is megkereste, de helyettük az Intert választotta. 16 millió eurót fizetett érte + átadták Marco Andreolli játékjogának a felét. Szerződése 2012-ig szól.
Remek szabadrúgásai vannak. Első interes szezonjában amolyan Joly Jokere volt Mancininek a sok sérült miatt. Játszott a középpálya és a védelem szinte minden posztján. A 2008-as Eb után meg kellett műteni a vállát és azóta is sok sérüléssel bajlódik. José Mourinho leginkább a védelem bal oldalán számít rá. 2010 januárjában az év első bajnokiján egy összefejelés után súlyos koponya sérülést szenvedett, mely után meg kellett műteni őt, amiből azonban igen hamar felépült és márciusban már újra játszhatott. Sőt a BL döntőn kezdőként számított rá José Mourinho.

## Edzőként
2019 augusztusában beiratkozott az UEFA Pro Licenc tanfolyamokra a Covercianóban. 2021 júliusában bejelentették, hogy az Internazionale Primavera új vezetőedzője. 2025. február 18-án nevezték ki a Serie A-ban szereplő Parma új vezetőedzőjévé, 2026 júniusáig szóló szerződéssel. A 2024–25-ös szezon utolsó fordulóján a Parma bebiztosította a továbbjutását az élvonalban, miután 3–2-re legyőzte az Atalantát idegenben. 2025. június 9-én 2027. június 30-ig szóló szerződést kötött az Internazionale csapatával, ahol Simone Inzaghi helyét vette át.

## Statisztikái

### Klubcsapatokban
| Klub                  | Szezon           | Liga            | Liga  | Nemzeti         | Nemzeti | Nemzetközi kupa | Nemzetközi kupa | Egyéb           | Egyéb | Összesen        | Összesen |
| Klub                  | Szezon           | Pályára lépései | Gólok | Pályára lépései | Gólok   | Pályára lépései | Gólok           | Pályára lépései | Gólok | Pályára lépései | Gólok    |
| --------------------- | ---------------- | --------------- | ----- | --------------- | ------- | --------------- | --------------- | --------------- | ----- | --------------- | -------- |
| CSM Reșița            | 1996–97          | 1               | 0     | 0               | 0       | –               | –               | –               | –     | 1               | 0        |
| CSM Reșița            | 1997–98          | 23              | 2     | 1               | 0       | –               | –               | –               | –     | 24              | 2        |
| CSM Reșița            | Összesen         | 24              | 2     | 1               | 0       | –               | –               | –               | –     | 25              | 2        |
| Universitatea Craiova | 1998–99          | 26              | 3     | 2               | 0       | –               | –               | –               | –     | 28              | 3        |
| Universitatea Craiova | 1999–00          | 6               | 0     | 0               | 0       | –               | –               | –               | –     | 6               | 0        |
| Universitatea Craiova | Összesen         | 32              | 3     | 2               | 0       | –               | –               | –               | –     | 34              | 3        |
| Ajax                  | 1999–00          | 23              | 1     | 1               | 0       | 4               | 0               | –               | –     | 28              | 1        |
| Ajax                  | 2000–01          | 26              | 5     | 0               | 0       | 4               | 0               | –               | –     | 30              | 5        |
| Ajax                  | 2001–02          | 32              | 1     | 4               | 0       | 6               | 0               | –               | –     | 42              | 1        |
| Ajax                  | 2002–03          | 26              | 6     | 3               | 0       | 12              | 0               | 1               | 0     | 42              | 6        |
| Ajax                  | Összesen         | 107             | 13    | 8               | 0       | 26              | 0               | 1               | 0     | 142             | 13       |
| Roma                  | 2003–04          | 22              | 2     | 2               | 0       | 4               | 0               | –               | –     | 28              | 2        |
| Roma                  | 2004–05          | 10              | 2     | 4               | 0       | 1               | 0               | –               | –     | 15              | 2        |
| Roma                  | 2005–06          | 27              | 2     | 7               | 0       | 4               | 0               | –               | –     | 38              | 2        |
| Roma                  | 2006–07          | 26              | 0     | 7               | 0       | 8               | 0               | 1               | 0     | 42              | 0        |
| Roma                  | Összesen         | 85              | 6     | 20              | 0       | 17              | 0               | 1               | 0     | 123             | 6        |
| Internazionale Milano | 2007–08          | 26              | 0     | 3               | 0       | 6               | 0               | 1               | 0     | 37              | 0        |
| Internazionale Milano | 2008–09          | 21              | 0     | 3               | 0       | 2               | 0               | 1               | 0     | 26              | 0        |
| Internazionale Milano | 2009–10          | 20              | 1     | 3               | 0       | 9               | 0               | 1               | 0     | 33              | 1        |
| Internazionale Milano | 2010–11          | 24              | 1     | 3               | 0       | 6               | 0               | 4               | 0     | 37              | 1        |
| Internazionale Milano | 2011–12          | 14              | 0     | 1               | 0       | 6               | 0               | 1               | 0     | 22              | 0        |
| Internazionale Milano | 2012–13          | 10              | 1     | 2               | 0       | 3               | 0               | 0               | 0     | 15              | 1        |
| Internazionale Milano | Összesen         | 115             | 3     | 15              | 0       | 32              | 0               | 8               | 0     | 168             | 3        |
| Karrier összesen      | Karrier összesen | 358             | 27    | 44              | 0       | 74              | 0               | 9               | 0     | 486             | 27       |